# Marsangis

Marsangis este o comună în departamentul Marne, Franța. În 2009 avea o populație de 51 de locuitori.